# Narathura johoreana
Narathura johoreana är en fjärilsart som beskrevs av Corbet 1941. Narathura johoreana ingår i släktet Narathura och familjen juvelvingar. Inga underarter finns listade i Catalogue of Life.